# Mramor (Pristina)
Mramor (albanisch auch Mramori, serbisch-kyrillisch Мрамор) ist ein Dorf in der Gemeinde Pristina im Kosovo.
Mramor liegt nahe der Hauptstraße M-25.2 am Ufer des Badovac-See, die Pristina mit Gjilan verbindet. In Mramor befindet sich ein Bärenwald.
Die zuletzt 2011 durchgeführte Volkszählung im Kosovo gibt für Mramor eine Einwohnerzahl von 1073 an. 1072 davon (99,91 %) sind Albaner.
| Zensus    | 1948 | 1953 | 1961 | 1971 | 1981 | 1991 | 2011 |
| --------- | ---- | ---- | ---- | ---- | ---- | ---- | ---- |
| Einwohner | 1591 | 1767 | 1693 | 1707 | 1623 | 1892 | 1073 |